# Kosuke Nakamachi
Kosuke Nakamachi (中町 公祐 Nakamachi Kosuke?), född 1 september 1985 i Saitama prefektur, är en japansk fotbollsspelare.
Nakamachi började sin karriär 2004 i Shonan Bellmare. Efter Shonan Bellmare spelade han för Avispa Fukuoka. 2012 flyttade han till Yokohama F. Marinos. Med Yokohama F. Marinos vann han japanska cupen 2013.